# Српска православна црква Светог Георгија у Дивошу
Православна црква Светог Георгија у Дивошу је богослужбени православни храм у Дивошу код Сремске Митровице. Црква припада Епархији сремској Српске православне цркве. Црква је данас посвећена Светом Ђорђу.
Црква је споменик културе од великог значаја.

## Историјат
Црква Светог Георгија у Дивошу изграђена је 1769. године. На датом месту постојала је старија црква. Црква је 1786. године добила иконостас.
Пред Други светски рат (око 1930. године) црква је у целости обновљена у „необарокном духу“, али је у рату тешко страдала. Црквени торањ је срушен у рату, да би после рата био дозидан нови, без стилских обележја.
Радови на обнови цркве спроведени су 1997. године. Највеће урађене биле на звонику, коме су враћена необарокна обележја. Радови на иконостасу (који је велике вредности) још нису завршени.

## Значај
Црква Светог Георгија је једнобродна грађевина с олтарском апсидом на источној страни и барокним звоником призиданим на западу.
Црква поседује изузетно вредан иконостас са одликама барокног и стила. Иконе су дело уметника Василија Остојића и Григорија Давидовића Опшића. Ова двојица сликара, потпуно различитих уметничких схватања, први пут су се срели као сарадници на изради икона за дивошку цркву. 
Зидно сликарство у дивошкој цркви, које се више готово не види, извео је 1795. године Григорије Давидовић Опшић. 